# 럭 (영화)
"럭"(영어: Luck)은 2022년 공개된 판타지, 코미디 애니메이션 영화로, 페기 홈즈가 감독을 맡았다.

## 목소리 출연
- 에바 노블자다 : 샘 그린필드 역 (한국어 더빙 박지윤)
- 사이먼 페그 : 밥 역
- 제인 폰다 : 드래곤 역
- 우피 골드버그 : 캡틴 역
- 릴 렐 하워리 : 마브 역
- 콜린 오도너휴
- 존 래천버거
- 플루라 보그 - 제프 역